# Вуж водяний
Вуж водяний (Natrix tessellata) — вид змій родини полозових (Colubridae). 

## Опис

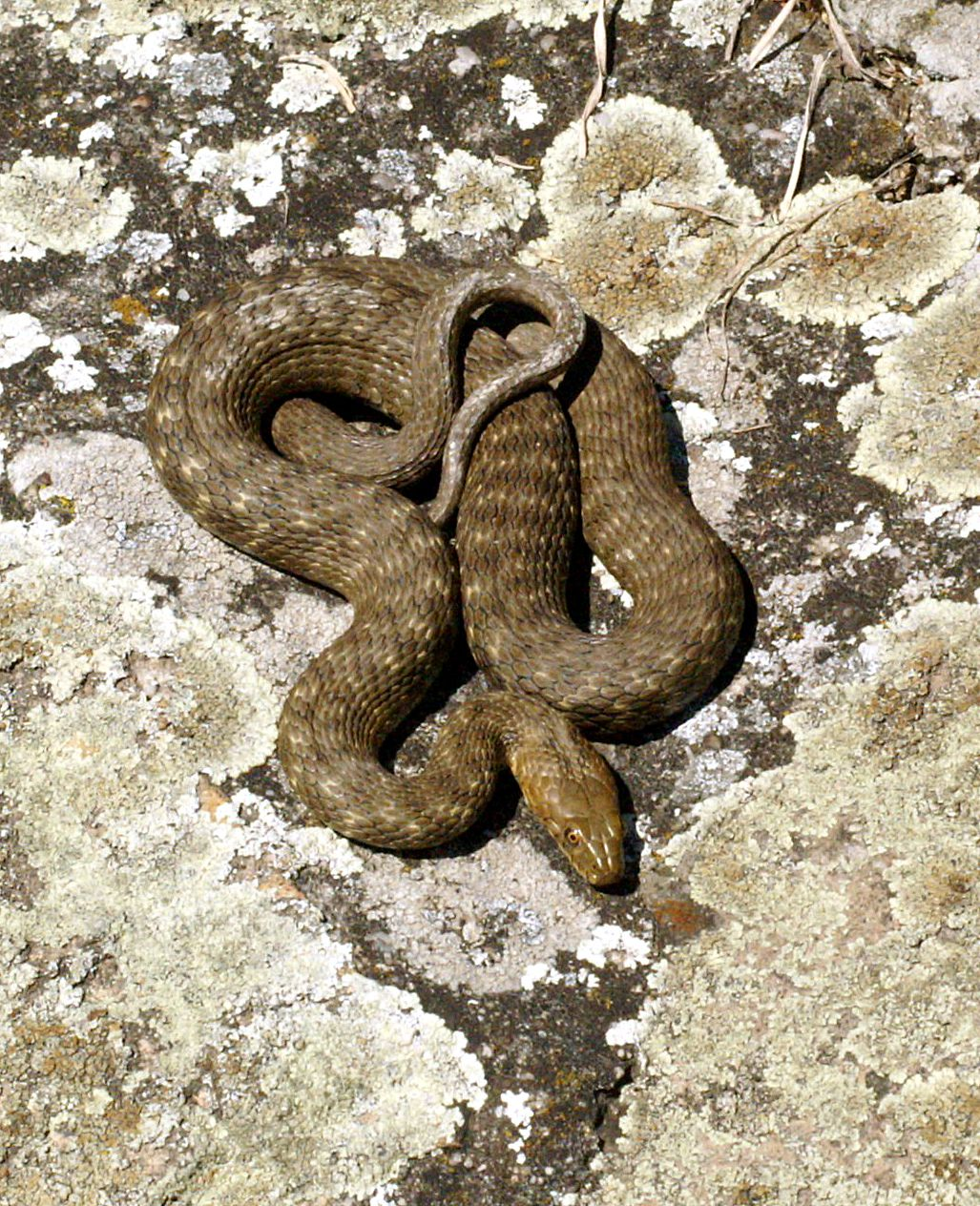
Вуж, що не має темних плям

Велика змія, завдовжки до 140 см, зазвичай довжина самців — до 80 см, самиць — до 1 м. Голова плоска, морда загострена. Міжносові щитки трикутної форми. Верхньогубних щитків, як правило, вісім. Навкруги тіла 19 лусок. Черевних щитків 162—189 — у самців та 164—197 — у самиць; 60-86 підхвостових у самців та 47-70 — у самиць. Луска як тулубна, так і хвостова з сильно розвиненими реберцями. Забарвлення верхньої частини тулуба оливкове різних відтінків, іноді може бути темне, навіть чорне. На спині численні темні плями, розташовані в шаховому порядку або вузькі поперечні смуги. На потилиці зазвичай темна пляма, що має вигляд латинської букви V, напрямлена вістрям до голови. Іноді зустрічаються особини без малюнку. Забарвлення черева жовтувате або червонувате, з чорними прямокутними плямами. Жовтих «вушок» позаду голови, як у звичайного вужа, у водяного немає.

## Поширення
Поширений від південно-західної Франції на заході до Центральної Азії на сході. Північна межа ареалу проходить по 49—53° півн. широти, південна — через Північну Африку, Палестину, Північно-західну Індію. Верхня межа ареалу — 3000 м. В Україні зустрічається у лісостеповій, степовій зонах та у Криму. У межах всього ареалу водяний вуж тісно пов'язаний з водоймами, далеко від яких зустрічаються дуже рідко. 
З початку ХХІ століття межі поширення водяного вужа, Natrix tessellata, в Україні розширилися, а чисельність в деяких угрупованнях збільшилася. Так, за 10 років вже просунувся на північніше по Дніпру. За прогнозами зоологів, до 2030 р. територія, придатна для проживання водяного вужа, збільшиться ще на 3 %, а в Київській області — на 17 %.

## Особливості біології

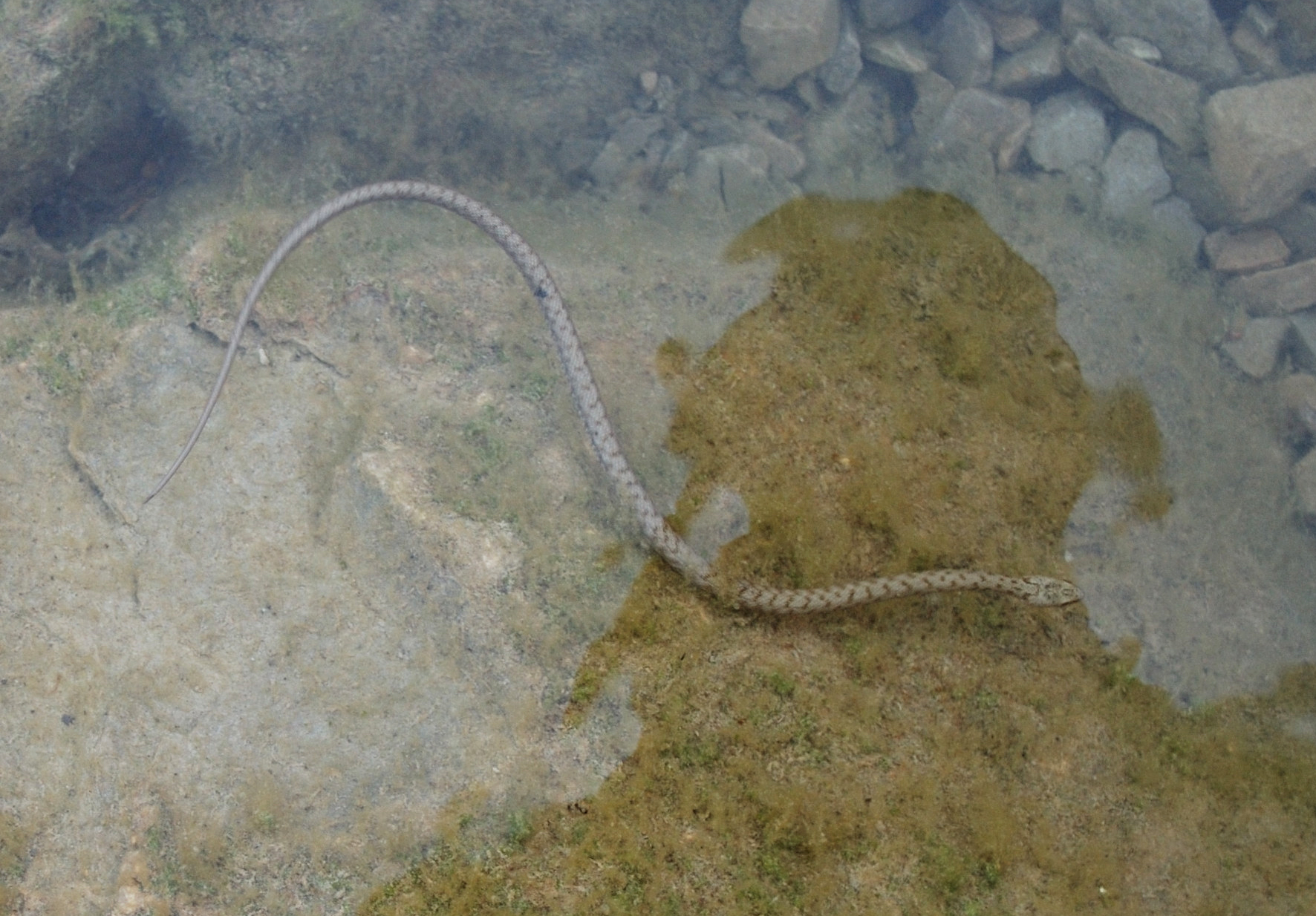
Вуж під водою

Водяний вуж може заселяти як прісні так і дуже солоні водойми, як з проточною, так і зі стоячою водою. Гарно плаває, навіть на сильній течії, може довго знаходитись під водою. Укриттям для тварин слугують порожнини під камінням, покинуті нори гризунів, сухі залишки рослинності. Активні вдень, особливо вранці та ввечері, більшу частину часу проводять у воді, полюючи, можуть запливати на 3 — 5 км від берега. Також вдень можуть грітися на сонці на березі. При появі небезпеки вужі ховаються на дні водойми. Зимують вужі у норах гризунів та природних порожнинах, частіше за все великими скупченнями (до 200 особин різної статі та віку), іноді разом з іншими зміями.

### Розмноження
Парування водяних вужів відбувається протягом квітня. Самиці відкладають яйця наприкінці червня — на початку липня. Кількість яєць становить 4-18, розміри 15-16 х 32-35 мм. Молоді вужі, розміром до 20 см з'являються у середині серпня — на початку вересня.

### Живлення

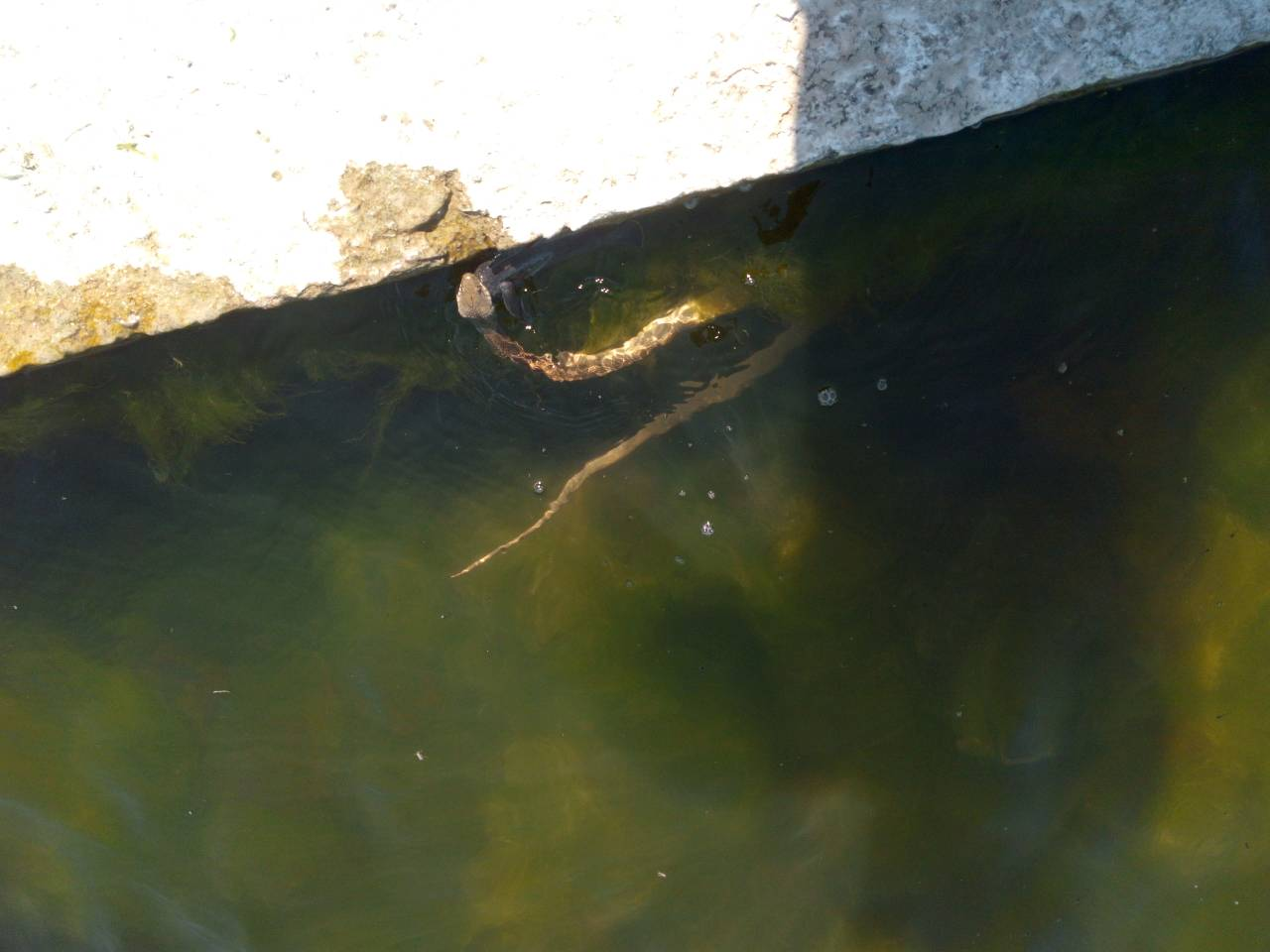
Водяний вуж з бичком в Осетрівці (Очаківський район, Миколаївська область)

Основу  харчового раціону складає риба, також живиться жабами, іноді дрібними птахами та ссавцями. Впіймавши у воді крупну здобич, вуж спочатку, тримаючи жертву у щелепах, пливе на берег, де маючи тверду опору для тіла може її проковтнути. 

## Практичне значення
Для людини водяний вуж не становить небезпеки, оскільки не має отрути, не зважаючи на це часто цих змій знищують, приймаючи їх за гадюк, оскільки вони не мають характерних для звичайного вужа вушок, його плями на тілі мають нечіткий стан та розташовані у шаховому порядку. Значення цих змій для людини невелике, у ХХ сторіччі у деяких регіонах СРСР їх відловлювали заради шкіри, яку використовували для виробництва шкіргалантереї.

## Цікаві факти
Сучасна українська назва острова «Зміїний» пов'язана з тим, що на острові водилось багато змій (водяних вужів), яких виносило сюди з гирла Дунаю (зокрема, на деревних гілках) та змії жили на ньому у великій кількості ще в XIX сторіччі (рум. Insula Şerpilor, тур. Yılan Adası).